# Kävlinge socken
Kävlinge socken i Skåne ingick i Harjagers härad, ombildades 1946 till Kävlinge köping och området ingår sedan 1971 i Kävlinge kommun och motsvarar från 2016 Kävlinge distrikt.
Socknens areal var 8,43 kvadratkilometer varav 8,25 land. År 2000 fanns här 6 259 invånare.  Tätorten Kävlinge med sockenkyrkorna Korsbackakyrkan och Gamla kyrkan i Kävlinge ligger i socknen. 

## Administrativ historik
Socknen har medeltida ursprung. 
Vid kommunreformen 1862 övergick socknens ansvar för de kyrkliga frågorna till Kävlinge församling och för de borgerliga frågorna bildades Kävlinge landskommun. Landskommunen ombildades 1946 till Kävlinge köping som ombildades 1971 till Kävlinge kommun. Församlingen utökades 2006.
1 januari 2016 inrättades distriktet Kävlinge, med samma omfattning som församlingen hade 1999/2000.  
Socknen har tillhört län, fögderier, tingslag och domsagor enligt vad som beskrivs i artikeln Harjagers härad. De indelta soldaterna tillhörde Norra skånska infanteriregementet, Onsjö kompani och Skånska husarregementet, Landskrona och Hoby skvadroner, Landskrona kompani.

## Geografi
Kävlinge socken ligger nordväst om Lund med Kävlingeån i söder. Socknen är en odlad slättbygd nu till största delen tätbebyggd.

## Fornlämningar
Några boplatser, lösfynd och en gånggrift från stenåldern är funna. Från bronsåldern finns fyra gravhögar.

## Namnet
Namnet skrevs i mitten av 1100-talet Kyflingi och kommer från kyrkbyn. Efterleden kan vara inbyggarbeteckningen inge bildat till kuv, 'rundaktig topp' syftande på en höjdrygg söder om Kävlingeån mittemot kyrkbyn..